# Trevor Carson
Trevor Carson (Downpatrick, 5 marzo 1988) è un calciatore nordirlandese, portiere del Dundee e della nazionale nordirlandese.

## Carriera

### Club
Ha giocato nella prima divisione scozzese.

### Nazionale
Nel 2009 ha giocato 4 partite di qualificazione agli Europei Under-21. Nel 2010 ha esordito in nazionale maggiore.